# Elecciones generales de la República Dominicana de 2020
Las Elecciones Extraordinarias Generales Presidenciales, Senatoriales y de Diputaciones de la República Dominicana de 2020 se llevaron a cabo el 5 de julio de ese año. La fórmula Luis Abinader-Raquel Peña de Antuña del Partido Revolucionario Moderno (PRM) y otros seis partidos aliados, obtuvo la victoria en primera vuelta con un 52.52% de los sufragios. Mientras que, la fórmula oficialista, conformada por Gonzalo Castillo-Margarita Cedeño de Fernández del Partido de la Liberación Dominicana (PLD), y apoyada por otras seis formaciones políticas, obtuvo un 37.46%. El expresidente Leonel Fernández, con la Fuerza del Pueblo (FP), el Partido Reformista Social Cristiano (PRSC) y otros cuatro partidos políticos, obtuvo el 8.90% de los votos. El PRM y sus aliados, obtuvieron la mayoría calificada, tanto en el Senado, como en la Cámara de Diputados. Quedando con ello, reconfigurado el mapa político del país, pasando el Partido de la Liberación Dominicana (PLD) de gobernar con mayoría en ambas cámaras, durante los últimos 14 años, a convertirse en la principal fuerza opositora en el sistema de partidos políticos dominicanos y a convertirse en partido mayoritario el nuevo partido FUERZA DEL PUEBLO. La victoria del binomio Luis Abinader-Raquel Peña de Antuña, fue reconocida por todos los actores políticos.

## Características
La elección del presidente y vicepresidente de la República, así como la de los 32 senadores y 178 diputados provinciales, ocurre de forma directa. De forma indirecta se eligen siete diputados de ultramar (representantes de las comunidades  dominicanas en el exterior) a través de la boleta de elección presidencial. De igual manera, se eligen cinco diputados nacionales por acumulación de votos y 20 diputados al Parlamento Centroamericano y sus suplentes.
Las elecciones fueron las primeras realizadas a partir de un nuevo marco legal conformado por la Ley 15-19 Orgánica de Régimen Electoral y la Ley 33-18 de Partidos, Agrupaciones y Movimientos Políticos Archivado el 8 de julio de 2020 en Wayback Machine.. De igual manera, fueron las primeras elecciones generales en la República Dominicana que contaron con la presencia de una Procuradora Especializada en Delitos Electorales, escogida por el Consejo Superior del Ministerio Público tres días antes de las elecciones municipales del 15 de marzo. En adición a ello, fueron las segundas elecciones generales donde el Tribunal Superior Electoral (TSE) (fundado en 2011) actúa como órgano competente para conocer los asuntos contenciosos electorales.
Fueron las primeras elecciones presidenciales y congresuales separadas por tan poco tiempo de las municipales (3 meses y 21 días).
Según las leyes dominicanas, las elecciones de las autoridades públicas se realizan el segundo domingo de mayo de cada año electivo (cada cuatro años) y el órgano encargado del diseño, ejecución y desarrollo del Plan Electoral, es la Junta Central Electoral, creada por mandato constitucional. La legislación de la República Dominicana establece que para alcanzar la presidencia, un candidato debe superar el 50% + 1 de los votos válidos. En caso de que ningún candidato alcance el 50% + 1, entonces se celebra una segunda vuelta electoral que, en este caso, hubiera tenido lugar el domingo 26 de julio del mismo año.

## Antecedentes
Originalmente se tenía previsto realizar las elecciones ordinarias el domingo 17 de mayo de 2020 de forma simultánea en todo el país. Mediante la Resolución 042-2020, la Junta Central Electoral (JCE) postergó el proceso electoral para el domingo 5 de julio, como medida para salvaguardar la salud de la población por la pandemia del COVID-19 en el país.
La abstención estuvo en el orden de 44.71 %; la más alta al menos desde 1998. Muy posiblemente, el impacto de la pandemia impidió una mayor participación.
De los 1,800 candidatos que participaron en estas elecciones por los distintos partidos políticos, tanto el PRM como el PLD decidieron que los suyos fueran escogidos en primarias simultáneas, según lo estipulaban las leyes de reciente aprobación. El resto de los partidos políticos escogió sus candidaturas a través de convenciones de delegados y encuestas, como lo establece el marco legal. 
Las primarias del PRM y del PLD se celebraron el domingo 6 de octubre de 2019. El PRM optó por definir sus candidaturas a padrón cerrado, mientras que el PLD lo hizo a padrón abierto. Los resultados de las primarias del PLD fueron desconocidos por Leonel Fernández, aspirante a la candidatura presidencial, quien perdió la candidatura con un 47.29 %, contra Gonzalo Castillo, quien obtuvo la nominación con un 48.72 %.
Ese resultado y los posteriores sucesos, provocaron la salida de Fernández y de sus seguidores del partido oficialista, quienes formaron tienda aparte en la Fuerza del Pueblo (FP), nuevo partido político formado a partir de la estructura del Partido de los Trabajadores Dominicanos (PTD). Pese a todos los cuestionamientos, la JCE acogió como buena y válida el 3 de marzo, la candidatura presidencial de Fernández personificada por el PRSC y en alianza con la FP y otras cuatro formaciones políticas.

## Sistema electoral
El Presidente de la República Dominicana es elegido usando el sistema de dos rondas; Si ningún candidato recibe el 50% +1 de los votos válidos en la primera ronda, se procede a realizar una "segunda vuelta" entre los dos candidatos con los votos más altos en la primera ronda. Los 32 miembros del Senado son elegidos de las 31 provincias y del Distrito Nacional mediante escrutinio mayoritario uninominal.
Los 190 miembros de la Cámara de Diputados son elegidos en tres grupos; 178 son elegidos por representación proporcional de 32 distritos electorales de múltiples miembros con base en las 31 provincias y el Distrito Nacional, con el número de escaños en función de la población de cada provincia. Otros siete miembros son elegidos por representación proporcional de dominicanos en el exterior con 3 distritos electorales, y cinco escaños se asignan a nivel nacional a los partidos que recibieron al menos el 1% de los votos a nivel nacional, dando preferencia a aquellos que no ganaron ninguno de los 178 escaños electorales. Los 20 escaños en el Parlamento centroamericano se eligen por representación proporcional.
Para esta elección, la distribución de los escaños de la Cámara de Diputados es:
| Provincia                  | Escaños | Circunscripciones Electorales |
| -------------------------- | ------- | ----------------------------- |
| Santo Domingo              | 36      | 6                             |
| Distrito Nacional          | 18      | 3                             |
| Santiago                   | 18      | 3                             |
| San Cristóbal              | 11      | 3                             |
| La Vega                    | 8       | 2                             |
| Duarte                     | 6       | 2                             |
| Puerto Plata               | 6       | 2                             |
| San Pedro de Macorís       | 6       | 1                             |
| Espaillat                  | 5       | 1                             |
| San Juan                   | 5       | 1                             |
| Azua                       | 4       | 1                             |
| Barahona                   | 4       | 1                             |
| La Romana                  | 4       | 1                             |
| La Altagracia              | 4       | 1                             |
| Monte Plata                | 4       | 1                             |
| María Trinidad Sánchez     | 3       | 1                             |
| Monseñor Nouel             | 3       | 1                             |
| Peravia                    | 3       | 1                             |
| Sánchez Ramírez            | 3       | 1                             |
| Valverde                   | 3       | 1                             |
| Bahoruco                   | 2       | 1                             |
| Dajabón                    | 2       | 1                             |
| El Seibo                   | 2       | 1                             |
| Elías Piña                 | 2       | 1                             |
| Hato Mayor                 | 2       | 1                             |
| Hermanas Mirabal           | 2       | 1                             |
| Independencia              | 2       | 1                             |
| Monte Cristi               | 2       | 1                             |
| Pedernales                 | 2       | 1                             |
| Samaná                     | 2       | 1                             |
| San José de Ocoa           | 2       | 1                             |
| Santiago Rodríguez         | 2       | 1                             |
| Dominicanos en el exterior | 7       | 3                             |
| Diputados Nacionales       | 5       | -                             |

## Organización y cronograma electoral
El cronograma del proceso de las elecciones generales de 2020 es el siguiente:
Primarias
- 7 de julio de 2019 – Inicio de Campaña Electoral.
- 22 de agosto de 2019 – Presentación de Alianzas Políticas.
- 6 de octubre de 2019 – Fecha límite para Inscripción de candidatos, Presentación de Partidos Políticos y Primarias Simultáneas.
- 11 de octubre de 2019 – Fecha límite para Publicación de resultados oficiales de las primarias simultáneas.
- 16 de octubre de 2019 – Fecha límite para Publicación de los nombres de los candidatos.

Elecciones generales
- 3 de noviembre de 2019 – Entrega del Registro Electoral a partidos y programas políticos para ser utilizado en el proceso de conteo de votos.
- 18 de noviembre de 2019 – Fecha límite para Proclamación Electoral.
- 3 de diciembre de 2019 – Fecha límite para Solicitud de Alianzas y Coaliciones entre partidos.
- 18 de diciembre de 2019 – Fecha límite para Presentación de Candidaturas Independientes.
- 24 de diciembre de 2019 – Aprobación de candidaturas; Nombres de los candidatos publicados por los funcionarios electorales.
- 11 de febrero de 2020 – Publicación facsímil de boletas en medios de circulación nacional.
- 16 de febrero de 2020 – Elecciones Municipales. Encuesta abierta de 07:00 a 17:00. Cancelado por fallas e irregularidades en las máquinas de voto automatizado.
- 15 de marzo de 2020 – Elecciones Municipales. Encuesta abierta de 07:00 a 17:00. Los resultados preliminares estarán disponibles lo antes posible después.
- 29 de marzo de 2020 –  Difusión de resultados oficiales de las elecciones municipales.
- 5 de julio – Elecciones generales.
- 15 al 20 de julio – Publicación de resultados oficiales.

## Candidatos Presidencia
| Partido Político y Aliados | Partido Político y Aliados                                                                 | Presidencial | Presidencial                                                | Cargos públicos                                                                                             | Vicepresidencial | Vicepresidencial                                     | Cargos públicos |
| -------------------------- | ------------------------------------------------------------------------------------------ | ------------ | ----------------------------------------------------------- | --- | ---------------- | ---------------------------------------------------- | --- |
|                            | Partido de la Liberación Dominicana (PLD) Aliados: PRD, MODA, PCR, UDC, PPC, PAL, PDP, PRI |              | Gonzalo Castillo (59 años) Perito en Electrónica Industrial | - Ministro de Obras Públicas y Comunicaciones (2012 - 2019)                                                 |                  | Margarita Cedeño (55 años) Abogada                   | - Asesora Legal del Presidente de la República Dominicana (1996 - 2000) - Primera dama de la República Dominicana (2004 - 2012) - Vicepresidenta de la República Dominicana (2012 - 2020) |
|                            | Partido Revolucionario Moderno (PRM) Aliados: Frente Amplio, PHD, DxC, PRSD, APD, PP       |              | Luis Abinader (52 años) Economista                          | - Ninguno.                                                                                                  |                  | Raquel Peña (53 años) Administradora de Empresas     | - Ninguno. |
|                            | Fuerza del Pueblo (FP) Aliados: PRSC, BIS, PUN, PQDC, FNP                                  |              | Leonel Fernández (66 años) Abogado                          | - Presidente de la República Dominicana (1996 - 2000) - Presidente de la República Dominicana (2004 - 2012) |                  | Sergia Mejía (56 años) Abogada y Comunicadora        | - Diputada del Parlamento Centroamericano (2016 - 2020) |
|                            | Alianza País (ALPAÍS)                                                                      |              | Guillermo Moreno (63 años) Abogado                          | - Procurador fiscal del Distrito Nacional (1996 - 1997)                                                     |                  | Agustín González Morel (64 años) Economista Agrícola | - Ninguno. |
|                            | Partido Nacional Voluntad Ciudadana (PNVC)                                                 |              | Juan Cohen (60 años) Economista                             | - Ninguno                                                                                                   |                  | Hugo McFarlane Kaluche (60 años) Economista          | - Diputado del Parlamento Centroamericano (2010 - 2016) |
|                            | Partido Demócrata Institucional (PDI)                                                      |              | Ismael Reyes (69 años) Economista y Abogado                 | - Miembro de la Cámara de Diputados (1994 - 1998)                                                           |                  | Frank Gene Troncoso Haché                            | - Ninguno |

## Observadores Internacionales
Representantes de la OEA, llegaron al país, el 13 de febrero de 2020, para monitorear las elecciones, tanto las municipales del 15 de marzo, como las generales del 5 de julio.

## Encuestas

### Candidato presidencial
| Firma Encuestadora                                | Días en que se realizó la encuesta | Gonzalo Castillo (PLD y aliados) | Luis Abinader (PRM y aliados) | Leonel Fernández (PRSC y aliados) | Guillermo Moreno (ALPAIS) |       |      |
| ------------------------------------------------- | ---------------------------------- | -------------------------------- | ----------------------------- | --------------------------------- | ------------------------- | ----- | ---- |
| Firma Encuestadora                                | Días en que se realizó la encuesta | Centro Económico del Cibao.      | Noviembre 3-5 2019            | 31%                               | 42.9%                     | 18.4% | 1.9% |
| Pool Logistic SRL                                 | Diciembre 1-5, 2019                | 49%                              | 36%                           | 3.9%                              |                           |       |      |
| Ideame                                            | Diciembre 3-10, 2019               | 31.8%                            | 47.5%                         | 18.3%                             |                           |       |      |
| ABC Marketing                                     | Diciembre 10-14, 2019              | 22.6%                            | 47.3%                         | 20.9%                             |                           |       |      |
| Sigma Dos                                         | Diciembre 15-17, 2019              | 39.9%                            | 35%                           | 8%                                |                           |       |      |
| Mark Penn/Stagwell                                | Enero 8-10, 2020                   | 28%                              | 43%                           | 19%                               |                           |       |      |
| Gallup-RD                                         | Enero 16-21, 2020                  | 31.4%                            | 42.2%                         | 15.5%                             | 1.2%                      |       |      |
| Gallup-Hoy                                        | Enero 16-21, 2020                  | 31.7%                            | 44.9%                         | 19.3%                             |                           |       |      |
| CIES International                                | 31 de enero-2 de febrero de 2020   | 35%                              | 37%                           | 11%                               | 3%                        |       |      |
| Greenberg-Diario Libre                            | Febrero 21-24, 2020                | 24%                              | 52%                           | 17%                               | 2%                        |       |      |
| CIES International                                | Febrero 23-25, 2020                | 28.8%                            | 43.7%                         | 12.6%                             | 6.4%                      |       |      |
| CIMERAN                                           | Febrero 28-29, 2020                | 25%                              | 52.5%                         | 17.5%                             | 3.5%                      |       |      |
| Centro Económico del Cibao                        | 28 de febrero-5 de marzo           | 21%                              | 55.1%                         | 15,6%                             |                           |       |      |
| Sigma Dos                                         | 2-7 de abril de 2020               | 38.8%                            | 36,6%                         | 9,6%                              |                           |       |      |
| Horizon Research LLC                              | 7 de abril                         | 23.6%                            | 43.9%                         | 31.2%                             |                           |       |      |
| Global Trend Research                             | Abril 12-15, 2020                  | 22.9%                            | 43.1%                         | 30.4%                             | 0.8%                      |       |      |
| ASISA                                             | Abril 13-19, 2020                  | 20.4%                            | 44%                           | 29.1%                             |                           |       |      |
| JB Consulting Group                               | Abril 14-20, 2020                  | 46.6%                            | 31.1%                         | 3.6%                              |                           |       |      |
| APD Consulting Group                              | Abril 17-20, 2020                  | 24.1%                            | 54.4%                         | 11.8%                             | 4.6%                      |       |      |
| CIES International                                | Abril 17-20, 2020                  | 33%                              | 39%                           | 9%                                | 4%                        |       |      |
| Centro Económico del Cibao                        | Abril 18-19, 2020                  | 23.7%                            | 53.4%                         | 7.3%                              | 1%                        |       |      |
| Polimetrics                                       | Abril 22-25, 2020                  | 40.8%                            | 38.3%                         | 9.3%                              | 1.9%                      |       |      |
| CID Latinoamericana                               | Abril 22-23, 2020                  | 40%                              | 38%                           |                                   |                           |       |      |
| NewPartners                                       | Abril 23-26, 2020                  | 27.4%                            | 52.1%                         | 9.9%                              | 2.1%                      |       |      |
| Market Reports                                    | Abril 25-27, 2020                  | 22.4%                            | 42.8%                         | 31.2%                             |                           |       |      |
| Mercado & Cuantificaciones                        | Abril 27-29, 2020                  | 30.3%                            | 52.3%                         | 12.3%                             | 1.7%                      |       |      |
| Grupo Investigación y Desarrollo Lerebours (GIDL) | 26 de abril-1 de mayo de 2020      | 23.2%                            | 41.9%                         | 32.4%                             |                           |       |      |
| Datamarket                                        | Mayo 1-3, 2020                     | 26%                              | 46%                           | 21%                               | 2%                        |       |      |
| Horizon Research LLC                              | Mayo 3-7, 2020                     | 22.8%                            | 41.3%                         | 33.5%                             |                           |       |      |
| Effective Project Comunications                   | Mayo 4-7, 2020                     | 29%                              | 49%                           | 16%                               | 3%                        |       |      |
| Polimetric                                        | Mayo 4-9, 2020                     | 40.4%                            | 37.7%                         | 8.8%                              |                           |       |      |
| Centro Económico del Cibao                        | Mayo 11-12, 2020                   | 35.2%                            | 53.9%                         | 9.5%                              |                           |       |      |
| ABC Marketing                                     | Mayo 13-16, 2020                   | 26.5%                            | 55.6%                         | 14.5%                             |                           |       |      |
| SISGLO                                            | Mayo 17-20, 2020                   | 24.1%                            | 40.6%                         | 33.8%                             |                           |       |      |
| Centro Económico del Cibao                        | Mayo 18-19, 2020                   | 34.6%                            | 53.3%                         | 9.9%                              | 2.2%                      |       |      |
| Elections & Proyect Corp                          | Mayo 20-22, 2020                   | 21.8%                            | 42.1%                         | 33.9%                             |                           |       |      |
| Mark Penn/Stagwell                                | Mayo 20-25, 2020                   | 37%                              | 39%                           | 10%                               |                           |       |      |
| APD Consulting Group                              | Mayo 21-25, 2020                   | 34.4%                            | 51.6%                         | 11.6%                             | 2.3%                      |       |      |
| CID Latinoamericana                               | Mayo 23-24, 2020                   | 39%                              | 41%                           | 10%                               |                           |       |      |
| Centro Económico del Cibao                        | Mayo 25-26, 2020                   | 34.0%                            | 53.5%                         | 10.3%                             | 2.1%                      |       |      |
| CYGNAL                                            | 26 de mayo-2 de junio de 2020      | 28.2%                            | 54.6%                         | 13.9%                             | 3.4%                      |       |      |
| Mercado & Cuantificaciones                        | Mayo 28-30, 2020                   | 33%                              | 51.3%                         | 11.2%                             | 1.1%                      |       |      |
| Polimetrics                                       | Mayo 30-31, 2020                   | 40.7%                            | 37.5%                         | 8.5%                              | 2.6%                      |       |      |
| Grupo Investigación & Desarrollo Lerebours        | Junio 1-3, 2020                    | 21.5%                            | 40.7%                         | 33.4%                             | 1.7%                      |       |      |
| Mercado & Cuantificaciones                        | Junio 2-5, 2020                    | 34.5%                            | 52.1%                         | 8.2%                              |                           |       |      |
| New Partners                                      | Junio 2-5, 2020                    | 29.5%                            | 50.7%                         | 11.4%                             |                           |       |      |
| Global Trend Research                             | Junio 4-6, 2020                    | 25.7%                            | 40.3%                         | 30.8%                             |                           |       |      |
| Gavindian Polsters                                | Junio 4-8, 2020                    | 38%                              | 52%                           | 9%                                | 1%                        |       |      |
| Ideame                                            | Junio 5-9, 2020                    | 34.4%                            | 52.5%                         | 10.9%                             |                           |       |      |
| Centro de Innovación de Políticas Públicas        | Junio 6-9, 2020                    | 36.3%                            | 52.3%                         | 7.7%                              | 1%                        |       |      |
| CID Latinoamericana                               | Junio 9-11, 2020                   | 43%                              | 44%                           | 9%                                | 1%                        |       |      |
| Consulting and Field internacional (CFI)          | Junio 9-12, 2020                   | 43%                              | 40%                           | 9%                                | 2%                        |       |      |
| Sigma Dos                                         | Junio 12-14, 2020                  | 43.6%                            | 40.4%                         | 10.1%                             |                           |       |      |
| John Zogby Strategies                             | Junio 12-14, 2020                  | 34%                              | 54%                           | 9%                                | 2%                        |       |      |
| Datamarket                                        | Junio 12-14, 2020                  | 32%                              | 43%                           | 17%                               | 2%                        |       |      |
| Gallup                                            | Junio 12-16, 2020                  | 35.5%                            | 53.7%                         | 8.6%                              | 1.3%                      |       |      |
| Greenberg-Diario Libre                            | Junio 11-16, 2020                  | 29%                              | 56%                           | 12%                               | 1%                        |       |      |
| Mercado y Cuantificaciones                        | Junio 15-17, 2020                  | 33.5%                            | 55.8%                         | 7.0%                              | 0.3%                      |       |      |
| PoliRD                                            | Junio 16-18, 2020                  | 45.1%                            | 41.7%                         | 9.8%                              | 1.8%                      |       |      |
| ABC Marketing                                     | Junio 15-20, 2020                  | 32.6%                            | 54.8%                         | 10.4%                             |                           |       |      |
| Market Reports                                    | Junio 18-21, 2020                  | 26.2%                            | 40.8%                         | 30.6%                             |                           |       |      |
| Polismetric                                       | Junio 20-25, 2020                  | 42.9%                            | 39.2%                         | 9.6%                              | 1.8%                      |       |      |
| Emevenca                                          | Junio 20-23, 2020                  | 41%                              | 46%                           | 8%                                | 2%                        |       |      |
| Mark Penn/Stagwell-SIN                            | Junio 16-23, 2020                  | 35%                              | 47%                           | 11%                               |                           |       |      |
| GIDL                                              | Junio 21-23, 2020                  | 23.8%                            | 43%                           | 29.7%                             | 1.2%                      |       |      |
| Centro Económico del Cibao                        | June 22-23, 2020                   | 33.4%                            | 55.2%                         | 9.7%                              | 1.7%                      |       |      |
| NewPartnes                                        | June 24-25, 2020                   | 29%                              | 54%                           | 10%                               |                           |       |      |

### Simpatización por Partido y Congreso
| Encuestadora | Días que se realizó           | PLD                                                                   | PRM                    | FP    | PRSC | PRD  | ALPAIS | Otros | N/A   |       |       |
| --- | ----------------------------- | --------------------------------------------------------------------- | ---------------------- | ----- | ---- | ---- | ------ | ----- | ----- | ----- | ----- |
| Encuestadora | Días que se realizó           | CIES International Archivado el 5 de mayo de 2016 en Wayback Machine. | Septiembre 19-22, 2019 | 31%   | 33%  |      | 3.3%   | 1.2%  | 4.7%  | 12.2% | 15.6% |
| Gallup-Hoy | Enero 16-21, 2020             | 37.5%                                                                 | 43.3%                  | 8.5%  |      |      | 0.1%   | 2.9%  | 7.6%  |       |       |
| CIES International Archivado el 5 de mayo de 2016 en Wayback Machine.                                                                        | Febrero 23-25, 2020           | 27.5%                                                                 | 43.6%                  | 10%   | 3.8% | 1.3% | 2.5%   |       | 11.3% |       |       |
| Makert Reports | Abril 25-27 2020              | 29.1%                                                                 | 34.7%                  | 19.1% | 3.6% | 2.3% |        | 4.2%  | 6.8%  |       |       |
| Datamarket | Mayo 1-3 2020                 | 27%                                                                   | 37%                    | 7%    | 6%   | 4%   | 2%     | 11%   | 6%    |       |       |
| Uso incorrecto de la plantilla enlace roto (enlace roto disponible en Internet Archive; véase el historial, la primera versión y la última). | Mayo 4-7 2020                 | 32%                                                                   | 44%                    | 8%    | 6%   | 4%   | 1%     | 3%    | 2%    |       |       |
| José Dorín Cabrera Mercadología | Mayo 21-23. 2020              | 34.2%                                                                 | 23.2%                  | 8.4%  |      |      | 0.5%   | 3.6%  | 30.1% |       |       |
| CID Latinoamericana | Mayo 23-24, 2020              | 45%                                                                   | 38%                    | 6%    |      |      |        |       |       |       |       |
| Datamarket | Mayo 26-28, 2020              | 27%                                                                   | 37%                    | 7%    | 6%   | 4%   | 2%     | 11%   | 6%    |       |       |
| CYGNAL | 26 de mayo-2 de junio de 2020 | 26.7%                                                                 | 40.5%                  | 9.5%  |      |      |        |       |       |       |       |
| Polimetrics | Mayo 30-31 2020               | 35.4%                                                                 | 29.9%                  | 8.9%  | 0.9% |      |        | 9.2%  | 25.7% |       |       |
| Uso incorrecto de la plantilla enlace roto (enlace roto disponible en Internet Archive; véase el historial, la primera versión y la última). | June 9-11 2020                | 43%                                                                   | 40%                    | 7%    | 1%   | 2%   | 1%     | 1%    | 5%    |       |       |
| Mercados y Cuantificaciones | Junio 15-17, 2020             | 34%                                                                   | 47.8%                  | 5.3%  | 1.1% | 1.1% | 0.4%   | 1%    | 9.3%  |       |       |
| ABC Marketing | Junio 15-20, 2020             | 29.8%                                                                 | 46.7%                  | 12.3% | 3.1% | 6.0% |        |       |       |       |       |
| Market Reports Archivado el 29 de junio de 2020 en Wayback Machine.                                                                          | Junio 18-21, 2020             | 27.3%                                                                 | 33.2%                  | 22.2% | 3.6% | 2.3% |        | 4.6%  | 6.8%  |       |       |
| GIDL | Junio 21-23, 2020             | 23.7%                                                                 | 34.7%                  | 21.7% | 4.2% | 1.3% |        |       | 8.2%  |       |       |
| NewPartners Archivado el 27 de junio de 2020 en Wayback Machine.                                                                             | Junio 24-25, 2020             | 28%                                                                   | 50%                    | 6%    | 0%   | 1%   | 1%     | 1%    | 13%   |       |       |

## Reacciones

### Nacionales
- El presidente Danilo Medina felicitó a Luis Abinader por su triunfo en las elecciones presidenciales del domingo. En su mensaje: «Extendemos por esta vía nuestra felicitación al nuevo presidente electo Luis Abinader, con quien conversamos y auguramos el mayor de los éxitos». Reitero también que "el modelo democrático de la República Dominicana ha salido fortalecido".[76]
- El expresidente Leonel Fernández y candidato a las elecciones felicitó a Abinader por su triunfo en primera vuelta en las elecciones presidenciales celebradas este domingo en República Dominicana.[77]
- El candidato del oficialismo Gonzalo Castillo, mando sus felicitaciones al presidente electo Luis Abinader, en su mensaje comentó: «Los resultados que hemos estado siguiendo y esperando de la Junta Central Electoral (JCE) demuestran que la tendencia es irreversible y que a partir de ahora tenemos un presidente electo y que a partir de agosto habrá un nuevo presidente, que será Luis Abinader Corona».[78]

### Internacionales
- Haití: El presidente haitiano Jovenel Moïse, felicitó a Abinader por su victoria en las elecciones presidenciales de la República Dominicana.[79]
- Honduras: El Gobierno de Honduras felicitó a República Dominicana por la “exitosa y pacífica jornada electoral” celebrada el domingo, tras la cual el opositor Luis Abinader fue declarado virtual ganador de la Presidencia de ese país.[80]
- Venezuela: El presidente Nicolás Maduro felicitó a los dominicanos "por la exitosa celebración de las elecciones presidenciales" celebradas este domingo. En paralelo el proclamado presidente encargado de Venezuela Juan Guaidó felicitó a Abinader "y a todos los dominicanos por este triunfo de la democracia".[81]
- Estados Unidos: El Departamento de Estado de EE. UU. felicitó al "pueblo" de la República Dominicana por las "democráticas elecciones" de este domingo en las que resultó elegido Luis Abinader y mostró su disposición a "seguir trabajando conjuntamente para promover la seguridad y prosperidad económica".[82]
- Puerto Rico: La gobernadora de Puerto Rico, Wanda Vázquez, felicitó al virtual ganador de las elecciones presidenciales de la República Dominicana, Luis Abinader, reiterando éxito en su próxima gestión.[83]
- Bolivia: La presidenta interina, Jeanine Áñez, publicó un tuit: «Me comuniqué con Abinader, presidente electo de República Dominicana, a quien en nombre del pueblo boliviano le manifeste que deseamos el mejor de los éxitos para su gestión, para la democracia de su país y para el pueblo dominicano».[84]
- Colombia: El presidente Iván Duque por su parte dialogó con Presidente electo, Luis Abinader, y felicitarlo por su triunfo democrático, manifestando el interés de continuar fortaleciendo las relaciones políticas y comerciales entre las dos naciones.[85]

- Guatemala: El presidente Alejandro Giammattei, publicó un tuit: «Felicito al presidente electo de República Dominicana, Luis Abinader, por su triunfo en los comicios celebrados en un ambiente de paz y civismo. Estoy convencido que trabajaremos en fortalecer la integración regional, el comercio y el turismo en beneficio de nuestros pueblos».[86]